# Amaurina spoliata
Amaurina spoliata är en skalbaggsart som beskrevs av Edgar von Harold 1879. Amaurina spoliata ingår i släktet Amaurina och familjen Cetoniidae. Inga underarter finns listade i Catalogue of Life.